# Lac Bayano
Le lac Bayano est un lac de barrage situé dans la partie orientale de la province du Panama, qui a été créé lorsque le barrage de Bayano a été construit sur le río Bayano, en 1976.

## Géographie
Le lac Bayano est par sa superficie le deuxième plus grand plan d'eau du Panama, seulement dépassé par le lac Gatún.
Le lac est traversé par la route panaméricaine.

## Origine du nom
Le lac et le rio ont été nommés d'après le rebelle Bayano, chef de la plus grande révolte d'esclaves au Panama au XVIe siècle.

## Source et références
- (es) Cet article est partiellement ou en totalité issu de l’article de Wikipédia en espagnol intitulé « Lago Bayano » (voir la liste des auteurs).